# Volkswagen Crafter
Volkswagen Crafter, introdus în 2006, este o dubă mare de 3 până la 5 tone, comercializată și vândută de producătorul german Volkswagen Autovehicule Comerciale. Crafter a înlocuit oficial Volkswagen Transporter LT, lansat pentru prima dată în 1975.